# Vic Halom
Victor Lewis Halom (Swadlincote, 3 ottobre 1948) è un ex calciatore e allenatore di calcio inglese, di ruolo attaccante.

## Carriera

### Giocatore

#### Club
Halom cominciò la carriera con la maglia del Charlton. Successivamente, fu in forza all'Orient, al Fulham e al Luton Town. Nel 1973, venne ingaggiato dal Sunderland, formazione con cui pochi mesi dopo vinse l'FA Cup, giocando anche la finale da titolare. L'anno seguente gioca 4 partite in Coppa delle Coppe sempre con i Black Cats.
In seguito, fu in forza all'Oldham Athletic, al Rotherham United, al Northwich Victoria e al Barrow.

### Allenatore
Nel 1982, diventò allenatore dei norvegesi del Bergsøy. Dal 1983 al 1984, fu allenatore-giocatore del Barrow. Dal 1984 al 1986 guidò il Rochdale, per diventare poi tecnico del Burton Albion nel 1988.

## Palmarès

### Giocatore

#### Club

##### Competizioni nazionali
- Coppa d'Inghilterra: 1

Sunderland: 1972-1973
- Second Division: 1

Sunderland: 1975-1976